# Pak Song-chol (politico)
Pak Song-chol (Gyeongju, 2 settembre 1913 – Pyongyang, 28 ottobre 2008) è stato un politico e militare nordcoreano.
Ha servito come Premier della Corea del Nord dal 1976 al 1977 quando succedette a Kim Il ed è stato anche ministro degli Esteri dal 1959 al 1970.

## Biografia
Nato a Keishū nella Prefettura di Keishō-hoku (oggi Provincia di Gyeongsang) durante il periodo coloniale giapponese. Mentre studiava all'estero, presso la Sophia University in Giappone, si iscrisse al Partito Comunista Giapponese. Ha partecipato al partigiano anti-giapponese nel Manchukuo dall'aprile 1934. Nel 1936 entrò nel membro giovanile del 1º corpo della 5ª armata dell'Unione anti-giapponese di Tohoku. Nel 1942 entrò a far parte invece del 1º plotone, 1º battaglione dell'88ª brigata di cecchini indipendenti dove incontrò Kim Il-sung.
Nella primavera del 1942, in qualità di ufficiale di ricognizione militare sovietico, gli fu affidato il compito di seguire la situazione degli schieramenti delle truppe giapponesi al confine. La missione doveva concludersi entro una settimana, ma Pak Song-chol non ritornò fino all'autunno. In quei mesi inviò importanti trasmissioni via radio.

### Corea del Nord
Nel 1950 divenne il comandante della 15ª divisione e partecipò alla guerra di Corea. Nel settembre 1953 fu nominato Direttore del Ministero della Guardia Nazionale e dello Scautismo. Successivamente, si trasferì al Ministero degli Affari Esteri e, dall'agosto 1954, servì in qualità di diplomatico nella Repubblica popolare di Bulgaria. Dall'agosto 1956, Direttore Internazionale del Comitato Centrale del Partito dei Lavoratori di Corea, Vice Ministro degli Esteri dall'ottobre dello stesso anno, e Ministro degli Esteri dall'ottobre 1959, fino al luglio 1970. Durante questo periodo, nel 1966, ha anche prestato servizio come vice premier del gabinetto della Corea del Nord.
Nel 1972, in qualità di vicepremier, ha visitato segretamente Seoul in vista della dichiarazione congiunta sulla riunificazione. 
È stato nominato Vicepresidente dall'Assemblea Popolare Suprema nel dicembre 1977 e ha lasciato l'incarico nell'ottobre 1997. La sua ultima apparizione pubblica è stata nel settembre 2003 nella tribuna di osservazione alle cerimonie di ispezione per la commemorazione del 55º anniversario dalla nascita della Corea del nord.

### Morte e funerale
Pak è morto il 28 ottobre 2008. Un comitato funebre fu nominato e Kim Yong-nam ne fu il presidente. Al suo funerale di Stato parteciparono i maggiori volti della politica nordcoreana.